# Sebastian Stan

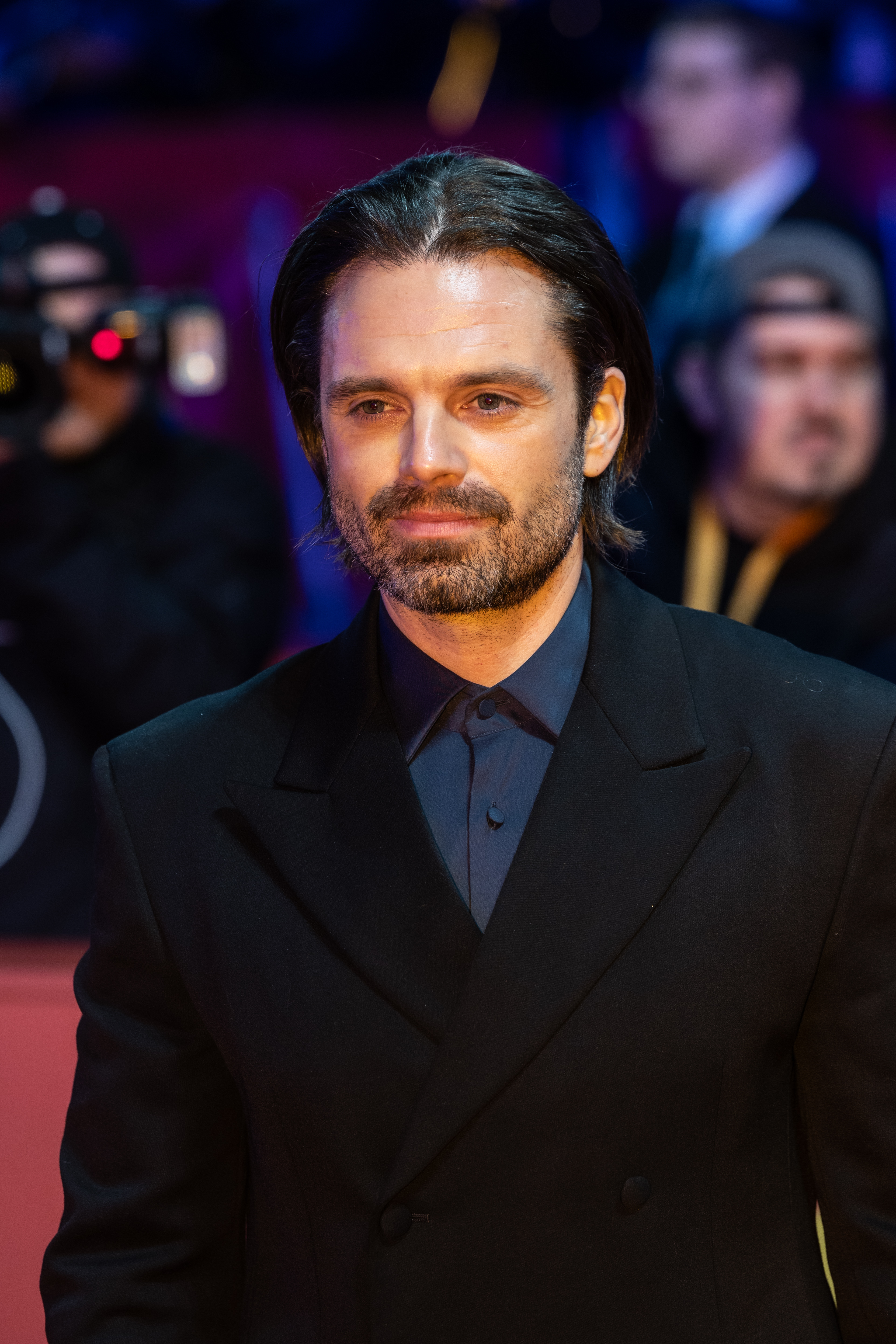
Sebastian Stan auf der Berlinale 2024

Sebastian Stan (* 13. August 1982 in Constanța) ist ein rumänisch-US-amerikanischer Schauspieler. Einem internationalen Publikum wurde er besonders durch seine Rolle des James Buchanan (Bucky) Barnes / Winter Soldier im MCU-Franchise bekannt. Im Jahr 2024 erhielt er bei der 74. Berlinale den Silbernen Bären für die Beste Schauspielerische Leistung in einer Hauptrolle für seine Leistung in A Different Man.

## Leben und Karriere
Im Alter von acht Jahren zog er mit seiner Mutter und seinem Stiefvater nach Wien. Mit zwölf übersiedelte er mit ihnen in die Vereinigten Staaten. Nach einem Studium an der Rutgers University in New Jersey begann er in Independentfilmen aufzutreten. Eine kleine Nebenrolle spielte er im Oscar-nominierten Film Rachels Hochzeit. Des Weiteren spielte er in Der Pakt die Rolle des Chase Collins. 2009 war Stan in der Fernsehserie Kings zu sehen. 2010 spielt er die Hauptrolle im Film The Apparition an der Seite von Ashley Greene und Tom Felton, der Film startete erst 2012 in den Kinos.
2011 übernahm er in der Marvel-Comicverfilmung Captain America: The First Avenger die Rolle des James Buchanan (Bucky) Barnes / Winter Soldier. Die gleiche Rolle übernahm er auch in den Fortsetzungen The Return of the First Avenger (2014) und The First Avenger: Civil War (2016) sowie in den MCU-Filmen Ant-Man (2015), Black Panther (2018), Avengers: Infinity War (2018), Avengers: Endgame (2019) und der Disney+-Serie The Falcon and the Winter Soldier (2021).
2018 spielte er eine der vier Hauptrollen in We Have Always Lived in the Castle, einer Verfilmung des Romans von Shirley Jackson aus dem Jahr 1962, der in Deutschland unter dem Titel Wir haben immer schon im Schloss gelebt veröffentlicht wurde.
2024 erhielt Stan für seine Hauptrolle in dem Spielfilm A Different Man den Silbernen Bären der 74. Berlinale. Im selben Jahr stellte er den jungen Donald Trump in Ali Abbasis The Apprentice – The Trump Story dar. Die Produktion wurde in den Hauptwettbewerb des 77. Filmfestivals von Cannes aufgenommen. Bei den Golden Globe Awards 2025 war er sowohl für A Different Man in der Kategorie „Komödie oder Musical“ als auch für The Apprentice in der Kategorie „Drama“ als bester Schauspieler nominiert, wodurch ihm die seltene Ehre einer Doppelnominierung zuteilwurde. Er gewann den Preis für A Different Man. Im selben Jahr wurde Stan für The Apprentice für den Oscar nominiert.
Im Sommer 2025 wurde Stan Mitglied der Academy of Motion Picture Arts and Sciences.

## Privates
Seit seinem Auftritt in der Fernsehserie Gossip Girl in der Rolle des Carter Baizen war der Schauspieler bis April 2010 mit der Hauptdarstellerin Leighton Meester liiert. Von Sommer 2012 bis Juli 2013 war er mit Jennifer Morrison zusammen, die er am Set der Fernsehserie Once Upon a Time – Es war einmal … kennenlernte. Ab 2014 hatte er für eine Weile eine Beziehung mit der Schauspielerin Margarita Levieva. Seit Mitte 2020 kamen Gerüchte auf, dass er und das spanische Model Alejandra Onieva ein Paar seien. Im Juni 2021 bestätigte er mit einem Video auf seinem Instagram-Account die Beziehung. Nach einem gemeinsamen Foto auf der Geburtstagsfeier des Schauspielkollegen Robert Pattinson im Mai 2022, machten Stan und die britische Schauspielerin Annabelle Wallis ihre Beziehung ab Dezember 2022 öffentlich.

## Filmografie (Auswahl)
Filme
- 2006: Der Pakt (The Covenant)
- 2007: Charlie Banks – Der Augenzeuge (The Education of Charlie Banks)
- 2008: Rachels Hochzeit (Rachel Getting Married)
- 2009: Toy Boy (Spread)
- 2010: Hot Tub – Der Whirlpool … ist ’ne verdammte Zeitmaschine! (Hot Tub)
- 2010: Black Swan
- 2011: Captain America: The First Avenger
- 2012: Gone
- 2012: Apparition – Dunkle Erscheinung (The Apparition)
- 2012: Das verlorene Labyrinth (Labyrinth, Fernsehfilm)
- 2014: The Return of the First Avenger (Captain America: The Winter Soldier)
- 2015: Ant-Man
- 2015: Ricki – Wie Familie so ist (Ricki and the Flash)
- 2015: Der Marsianer – Rettet Mark Watney (The Martian)
- 2016: The First Avenger: Civil War (Captain America: Civil War)
- 2016: The Bronze
- 2017: Logan Lucky
- 2017: I, Tonya
- 2017: I’m Not Here
- 2018: Black Panther
- 2018: Avengers: Infinity War
- 2018: Destroyer
- 2018: We Have Always Lived in the Castle
- 2019: Avengers: Endgame
- 2019: Love Again – Jedes Ende ist ein neuer Anfang (Endings, Beginnings)
- 2019: The Last Full Measure
- 2020: The Devil All the Time
- 2020: Monday – Die Liebe eines Sommers
- 2022: The 355
- 2022: Fresh
- 2023: Sharper
- 2023: Ghosted
- 2023: Dumb Money – Schnelles Geld (Dumb Money)
- 2024: A Different Man
- 2024: The Apprentice – The Trump Story (The Apprentice)
- 2025: Captain America: Brave New World
- 2025: Thunderbolts*

Serien
- 2003: Law & Order (Folge 13x22)
- 2007–2010: Gossip Girl (11 Folgen)
- 2009: Kings (12 Folgen)
- 2012: Once Upon a Time – Es war einmal … (Once Upon a Time, 6 Folgen)
- 2012: Political Animals
- 2021: The Falcon and the Winter Soldier (6 Folgen)
- 2021, 2023–2024: What If…? (7 Folgen, Stimme)
- 2022: Pam & Tommy (8 Folgen)

Musikvideos
- 2008: Hayden Panettiere – Wake Up Call

## Auszeichnungen
- Oscar
  - 2025: Nominierung als Bester Hauptdarsteller für The Apprentice – The Trump Story

- Golden Globe
  - 2023: Nominierung als Bester Hauptdarsteller – Miniserie, Anthologie-Serie oder Fernsehfilm für Pam & Tommy
  - 2025: Nominierung als Bester Hauptdarsteller – Drama für The Apprentice – The Trump Story
  - 2025: Auszeichnung als Bester Hauptdarsteller – Komödie oder Musical für A Different Man

- Primetime Emmy Award
  - 2022: Nominierung als Bester Hauptdarsteller – Miniserie oder Fernsehfilm in Pam & Tommy

- Internationale Filmfestspiele Berlin
  - 2024: Silberner Bär – Beste Hauptrolle in A Different Man

- British Academy Film Award
  - 2025: Nominierung als Bester Hauptdarsteller für The Apprentice – The Trump Story[8]